# Ландрин, Хоуп
Хоуп Ландрин (англ. Hope Landrine, 4 июля 1954, Йонкерс, Нью-Йорк — 3 сентября 2019) — американский психолог и профессор. Наибольшее признание она получила за свои исследования и преподавание, связанные с неравенством в состоянии здоровья среди этнических меньшинств. В конце своей жизни она была директором Центра исследования различий в состоянии здоровья при Восточно-Каролинском университете.

## Ранние годы
Она родилась в семье Джона Альберта Ландрина и Сары Элис Палмер 4 июля 1954 года в Йонкерсе, штат Нью-Йорк, США. Ландрин с самого начала своей жизни была вовлечена в общественную деятельность, став президентом Союза чернокожих студентов в своём районе и членом Молодёжного социалистического альянса, крыла Социалистической рабочей партии. Ландрин сказала, что раннее влияние на её феминистскую точку зрения оказала книга Бетти Фридан «Феминистская мистика». Ландрин также цитировала брошюру «Наши тела, мы сами», которая изменила её подход к общественной деятельности.

## Образование
Ландрин получила степень бакалавра психологии в Вестминстерском колледже в Пенсильвании. Затем она переехала в Кембридж, штат Массачусетс, некоторое время работала в Кембриджском женском центре, прежде чем продолжить образование. Затем она получила степень магистра в Городском университете Нью-Йорка. Во время учёбы в Городском университете Нью-Йорка её курировал известный психолог Стэнли Милгрэм. Она защитила магистерскую диссертацию на тему самооценки женщин при высказывании феминистских заявлений. Наконец, она получила степень доктора философии (Ph.D.) по клинической психологии в Университете Род-Айленда. Её диссертация в Университете Род-Айленда называлась «Политика безумия» и была сосредоточена на взаимодействии психиатрического диагноза, лечения и социально-экономического статуса. Ландрин сообщила, что столкнулась с расистскими и уничижительными высказываниями и действиями со стороны некоторых преподавателей и администрации университета. Затем она получила стипендию в Стэнфордском университете по социальной психологии и дополнительную стипендию в Национальном институте онкологии при Университете Южной Калифорнии, специализируясь на профилактике рака и борьбе с ним.

## Научная карьера
После получения докторской степени Ландрин работала старшим научным сотрудником Фонда общественного здравоохранения в Лос-Анджелесе примерно с 1993 по 2000 год. Кроме того, она была директором по исследованиям в Институте поведенческого здоровья Университета штата Калифорния в Сан-Диего. Затем она начала работать в Американском онкологическом обществе в качестве директора по исследованиям мультикультурного поведения в отношении здоровья в период с 2007 по 2010 год. Наконец, во время учёбы в Восточно-Каролинском университете она была директором Центра исследования различий в состоянии здоровья.

## Научное сотрудничество
Ландрин занимала несколько должностей, связанных с её научной работой. Она была назначена в рабочую группу по культурному разнообразию 35-го отдела APA Общества психологии женщин. Она также была членом редколлегии журнала APA Division 35 «Psychology of Women Quarterly». Наконец, Ландрин работала заместителем редактора журнала «Journal of Health Psychology».

## Исследования
У Хоуп Ландрин было множество интересов, которые повлияли на её исследования. Она провела обширное исследование поведения в отношении здоровья и различий в контексте этнических меньшинств и женщин. Кроме того, она писала о проблемах дискриминации и бедности, затрагивающих маргинализированные группы. Она сообщила, что большая часть её исследований и интересов были вдохновлены феминизмом, марксизмом и расовым неравенством/несправедливостью.

## Награды и почести
Ландрин получила признание за свою работу от многочисленных организаций и своих коллег в области поведенческих наук и общественного здравоохранения. Она была научным сотрудником отделов 9, 35, 38, 45 и 50 Американской психологической ассоциации. Ландрин также была научным сотрудником Общества поведенческой медицины. Она получила Премию 45-го дивизиона APA за жизненные заслуги и Премию Джеймса М. Джонса за жизненные заслуги за вклад в общественное здравоохранение.
Она также получила стипендию меньшинства APA, которая, по её словам, позволила ей поступить в аспирантуру.